# Volta ao Algarve 2021
La Volta ao Algarve 2021, quarantasettesima edizione della corsa, valevole come sedicesima prova dell'UCI ProSeries 2021 categoria 2.Pro, si sarebbe dovuta svolgere in 5 tappe dal 17 al 21 febbraio 2021, ma è stata posticipata ai giorni dal 5 al 9 maggio a causa della pandemia di COVID-19, su un percorso di 771,4 km, con partenza da Lagos e arrivo a Alto do Malhão, in Portogallo. La vittoria è stata appannaggio del portoghese João Rodrigues, che ha completato il percorso in 19h03'56" precedendo il britannico Ethan Hayter ed il danese Kasper Asgreen.
Al traguardo di Alto do Malhão 155 ciclisti, dei 175 partiti da Lagos, hanno portato a termine la competizione.

## Tappe
| Tappa  | Data     | Percorso                          | km    | Vincitore di tappa | Leader cl. generale |
| ------ | -------- | --------------------------------- | ----- | ------------------ | ------------------- |
| 1ª     | 5 maggio | Lagos > Portimão                  | 189,5 | Sam Bennett        | Sam Bennett         |
| 2ª     | 6 maggio | Sagres > Alto da Fóia             | 182,8 | Ethan Hayter       | Ethan Hayter        |
| 3ª     | 7 maggio | Faro > Tavira                     | 203,1 | Sam Bennett        | Ethan Hayter        |
| 4ª     | 8 maggio | Lagoa > Lagoa (cron. individuale) | 20,3  | Kasper Asgreen     | Ethan Hayter        |
| 5ª     | 9 maggio | Albufeira > Alto do Malhão        | 170,1 | Élie Gesbert       | João Rodrigues      |
| Totale | Totale   | Totale                            | 765,8 |                    |                     |

## Squadre e corridori partecipanti
| N.      | Cod. | Squadra                   |
| ------- | ---- | ------------------------- |
| 1-7     | UAD  | UAE Team Emirates         |
| 11-17   | ACT  | AG2R Citroën Team         |
| 21-27   | BOH  | Bora-Hansgrohe            |
| 31-37   | DQT  | Deceuninck-Quick Step     |
| 41-47   | GFC  | Groupama-FDJ              |
| 51-57   | IGD  | Ineos Grenadiers          |
| 61-67   | IWG  | Intermarché-Wanty-Gobert  |
| 71-77   | BWB  | Bingoal Pauwels Sauces WB |
| 81-87   | BBH  | Burgos-BH                 |
| 91-97   | CJR  | Caja Rural-Seguros RGA    |
| 101-107 | DKO  | Delko                     |
| 111-117 | EKP  | Equipo Kern Pharma        |
| 121-127 | EUS  | Euskaltel-Euskadi         |

| N.      | Cod. | Squadra                      |
| ------- | ---- | ---------------------------- |
| 131-137 | RLY  | Rally Cycling                |
| 141-147 | ARK  | Team Arkéa-Samsic            |
| 151-157 | CDF  | Antarte-Feirense             |
| 161-167 | ATM  | Atum General-Tavira M. N. H. |
| 171-177 | EFP  | Efapel                       |
| 181-187 | HBA  | Hagens Berman Axeon          |
| 191-197 | KSU  | Kelly/Simoldes/UDO           |
| 201-207 | LAA  | L.A. Aluminios/L.A. Sport    |
| 211-217 | LLC  | Louletano-Loulé Concelho     |
| 221-227 | RPB  | Radio Popular Boavista       |
| 231-237 | TAV  | Tavfer-Measindot-Mortágua    |
| 241-247 | W52  | W52/FC Porto                 |

## Dettagli delle tappe

### 1ª tappa
- 5 maggio: Lagos > Portimão – 189,5 km

Risultati
| Pos. | Corridore        | Squadra     | Tempo    |
| ---- | ---------------- | ----------- | -------- |
| 1    | Sam Bennett      | Deceuninck  | 4h37'41" |
| 2    | Danny van Poppel | Intermarché | s.t.     |
| 3    | Jon Aberasturi   | Caja Rural  | s.t.     |

| Pos. | Corridore        | Squadra     | Tempo    |
| ---- | ---------------- | ----------- | -------- |
| 1    | Sam Bennett      | Deceuninck  | 4h37'41" |
| 2    | Danny van Poppel | Intermarché | s.t.     |
| 3    | Jon Aberasturi   | Caja Rural  | s.t.     |

### 2ª tappa
- 6 maggio: Sagres > Alto da Fóia – 182,8 km

Risultati
| Pos. | Corridore       | Squadra    | Tempo    |
| ---- | --------------- | ---------- | -------- |
| 1    | Ethan Hayter    | Ineos      | 4h48'43" |
| 2    | João Rodrigues  | W52        | s.t.     |
| 3    | Jonathan Lastra | Caja Rural | s.t.     |

| Pos. | Corridore       | Squadra    | Tempo    |
| ---- | --------------- | ---------- | -------- |
| 1    | Ethan Hayter    | Ineos      | 9h26'24" |
| 2    | João Rodrigues  | W52        | s.t.     |
| 3    | Jonathan Lastra | Caja Rural | s.t.     |

### 3ª tappa
- 7 maggio: Faro > Tavira – 203,1 km

Risultati
| Pos. | Corridore        | Squadra     | Tempo    |
| ---- | ---------------- | ----------- | -------- |
| 1    | Sam Bennett      | Deceuninck  | 5h02'14" |
| 2    | Danny van Poppel | Intermarché | s.t.     |
| 3    | Michael Mørkøv   | Deceuninck  | s.t.     |

| Pos. | Corridore       | Squadra    | Tempo     |
| ---- | --------------- | ---------- | --------- |
| 1    | Ethan Hayter    | Ineos      | 14h28'40" |
| 2    | João Rodrigues  | W52        | s.t.      |
| 3    | Jonathan Lastra | Caja Rural | s.t.      |

### 4ª tappa
- 8 maggio: Lagoa > Lagoa – Cronometro individuale –  20,3 km

Risultati
| Pos. | Corridore       | Squadra    | Tempo  |
| ---- | --------------- | ---------- | ------ |
| 1    | Kasper Asgreen  | Deceuninck | 23'52" |
| 2    | Rafael Reis     | Efapel     | a 3"   |
| 3    | Benjamin Thomas | Groupama   | a 9"   |

| Pos. | Corridore      | Squadra    | Tempo     |
| ---- | -------------- | ---------- | --------- |
| 1    | Ethan Hayter   | Ineos      | 14h53'34" |
| 2    | João Rodrigues | W52        | a 12"     |
| 3    | Kasper Asgreen | Deceuninck | a 21"     |

### 5ª tappa
- 9 maggio: Albufeira > Alto do Malhão –  170,1 km

Risultati
| Pos. | Corridore      | Squadra | Tempo    |
| ---- | -------------- | ------- | -------- |
| 1    | Élie Gesbert   | Arkéa   | 4h10'10" |
| 2    | João Rodrigues | W52     | s.t.     |
| 3    | Joni Brandão   | W52     | a 9"     |

| Pos. | Corridore      | Squadra    | Tempo     |
| ---- | -------------- | ---------- | --------- |
| 1    | João Rodrigues | W52        | 19h03'56" |
| 2    | Ethan Hayter   | Ineos      | a 9"      |
| 3    | Kasper Asgreen | Deceuninck | a 28"     |

## Evoluzione delle classifiche
| Tappa              | Vincitore          | Classifica generale Maglia gialla | Classifica a punti Maglia rossa | Classifica scalatori Maglia azzurra | Classifica giovani Maglia bianca | Classifica a squadre |
| ------------------ | ------------------ | --------------------------------- | ------------------------------- | ----------------------------------- | -------------------------------- | -------------------- |
| 1ª                 | Sam Bennett        | Sam Bennett                       | Sam Bennett                     | Jon Irisarri                        | Jarrad Drizners                  | UAE Team Emirates    |
| 2ª                 | Ethan Hayter       | Ethan Hayter                      | Sam Bennett                     | João Rodrigues                      | Sean Quinn                       | Ineos Grenadiers     |
| 3ª                 | Sam Bennett        | Ethan Hayter                      | Sam Bennett                     | João Rodrigues                      | Sean Quinn                       | Ineos Grenadiers     |
| 4ª                 | Kasper Asgreen     | Ethan Hayter                      | Sam Bennett                     | João Rodrigues                      | Sean Quinn                       | Ineos Grenadiers     |
| 5ª                 | Élie Gesbert       | João Rodrigues                    | Sam Bennett                     | Luís Fernandes                      | Sean Quinn                       | W52/FC Porto         |
| Classifiche finali | Classifiche finali | João Rodrigues                    | Sam Bennett                     | Luís Fernandes                      | Sean Quinn                       | W52/FC Porto         |

Maglie indossate da altri ciclisti in caso di due o più maglie vinte
- Nella 2ª tappa Danny van Poppel ha indossato la maglia rossa al posto di Sam Bennett.

## Classifiche finali

### Classifica generale - Maglia gialla
| Pos. | Corridore          | Squadra    | Tempo     |
| ---- | ------------------ | ---------- | --------- |
| 1    | João Rodrigues     | W52        | 19h03'56" |
| 2    | Ethan Hayter       | Ineos      | a 9"      |
| 3    | Kasper Asgreen     | Deceuninck | a 28"     |
| 4    | Jonathan Lastra    | Caja Rural | a 41"     |
| 5    | Élie Gesbert       | Arkéa      | a 44"     |
| 6    | Thibault Guernalec | Arkéa      | a 48"     |
| 7    | Maxime Bouet       | Arkéa      | a 1'13"   |
| 8    | Sebastián Henao    | Ineos      | a 1'27"   |
| 9    | Joni Brandão       | W52        | a 1'40"   |
| 10   | Daniel Navarro     | Burgos     | a 1'54"   |

### Classifica a punti - Maglia rossa
| Pos. | Corridore      | Squadra    | Punti |
| ---- | -------------- | ---------- | ----- |
| 1    | Sam Bennett    | Deceuninck | 50    |
| 2    | Jon Aberasturi | Caja Rural | 29    |
| 3    | João Rodrigues | W52        | 25    |
| 4    | Michael Mørkøv | Deceuninck | 24    |
| 5    | Élie Gesbert   | Arkéa      | 23    |

### Classifica scalatori - Maglia azzurra
| Pos. | Corridore      | Squadra | Punti |
| ---- | -------------- | ------- | ----- |
| 1    | Luís Fernandes | Radio   | 16    |
| 2    | João Rodrigues | W52     | 15    |
| 3    | M. Schwarzmann | Bora    | 13    |
| 4    | Ethan Hayter   | Ineos   | 10    |
| 5    | Élie Gesbert   | Arkéa   | 10    |

### Classifica giovani - Maglia bianca
| Pos. | Corridore          | Squadra | Tempo     |
| ---- | ------------------ | ------- | --------- |
| 1    | Sean Quinn         | Hagens  | 19h06'26" |
| 2    | Carlos Rodríguez   | Ineos   | a 3'05"   |
| 3    | Pedro Andrade      | Hagens  | a 5'12"   |
| 4    | Matthew Riccitello | Hagens  | a 6'34"   |
| 5    | Diogo Barbosa      | Hagens  | a 13'05"  |

### Classifica a squadre
| Pos. | Squadra                  | Tempo     |
| ---- | ------------------------ | --------- |
| 1    | W52/FC Porto             | 57h13'47" |
| 2    | Team Arkéa-Samsic        | a 14"     |
| 3    | Ineos Grenadiers         | a 35"     |
| 4    | Intermarché-Wanty-Gobert | a 10'20"  |
| 5    | Hagens Berman Axeon      | a 11'20"  |